# Бэйлер, Теренс
Те́ренс Бэ́йлер (англ. Terence Bayler; 24 января 1930, Уонгануи, Манавату-Уангануи, Новая Зеландия — 2 августа 2016) — новозеландский актёр.

## Карьера
Снимался в кино с 1952 по 2008 года. С 1975 года активно сотрудничал с комик-группой Монти Пайтон. Из последних работ наиболее известен ролью Кровавого Барона в фильме «Гарри Поттер и философский камень» (2001).

## Личная жизнь
Теренс находился в разводе с актрисой Бриджет Армстронг (род. 1937). У пары было двое детей — дочь Люси (также ставшая актрисой) и сын Майкл.

## Избранная фильмография
| Год  |   | Русское название                  | Оригинальное название                    | Роль              |
| ---- | - | --------------------------------- | ---------------------------------------- | ----------------- |
| 1952 | ф | Разрушенный барьер                | Broken Barrier                           | Том               |
| 1966 | с | Ковчег (Доктор Кто)               | The Ark (Doctor Who)                     | Йендом            |
| 1969 | с | Военные игры (Доктор Кто)         | The War Games                            | майор Баррингтон  |
| 1971 | ф | Макбет                            | Macbeth                                  | Макдуф            |
| 1975 | с | Вверх и вниз по лестнице          | Upstairs, Downstairs                     | Дарроу Мортон     |
| 1978 | ф | All You Need Is Cash              | All You Need Is Cash                     | Легги Маунтбаттен |
| 1979 | ф | Житие Брайана по Монти Пайтону    | Monty Python’s Life of Brian             | Грегори           |
| 1981 | ф | Бандиты времени                   | Time Bandits                             | Люсьен            |
| 1985 | ф | Бразилия                          | Brazil                                   | телеведущий       |
| 1993 | ф | Остаток дня                       | The Remains Of The Day                   | Триммер           |
| 2001 | ф | Гарри Поттер и философский камень | Harry Potter and the Philosopher's Stone | Кровавый Барон    |
| 2008 | ф | Химическая свадьба                | Chemical Wedding                         | профессор Брент   |